# Damac Football Club
Maillots
Actualités
Le Damac Football Club (arabe : نادي ضمك) est un club de football saoudien fondé en 1972 et basé à Khamis Mushait.
Il évolue en Saudi Pro League et joue ses matchs à domicile au Prince Sultan bin Abdul Aziz Stadium, d'une capacité de 20 000 spectateurs.

## Palmarès
| Compétitions nationales |
| --- |
| - Championnat d'Arabie saoudite de deuxième division (1) : - Champion : 2014-2015. - Vice-champion : 2004-2005. - Championnat d'Arabie saoudite de troisième division : - Vice-champion : 2002-2003. |

## Personnalités du club

### Encadrement technique
| Position               | Nom                |
| ---------------------- | ------------------ |
| Entraîneur-chef        |                    |
| Entraîneurs-assistants |                    |
| Entraîneur gardien     | Turki Al-Qarni     |
| Préparateur physique   | Hassan Al-Ghul     |
| Directeur du football  | Khalid Al-Thahrani |

### Entraîneurs
- Azzedine Abbas (1981 – 1985)
- Mohsen Habacha (1985 – 1986)
- Abdelmonom Njah (1995 – 1997)
- Djamel Belkacem(2001 – 2004)
- Mohammed Aldo (2004 – 2006)
- Said El Khider (2006)
- Al Hadi Ben Mokhtar (2006 – 2008)
- Selim Al Manga (2008 – 2009)
- Ali Mujahid (2009 – 2010)
- Mohamed Al Maalej (caretaker) (2010)
- Jalel Kadri (2010)
- Mondher Ladhari (2010 – 2011)
- Boris Bunjak (2011)
- Abdelkader Youmir (2011 – 2012)
- Hassan Ahmed (2012)
- Jamal El Din Hamza (2012)
- Selim Al Manga (2012 – 2013)
- Zouhair Louati (2013 – 2014)
- Khalil Obaid (2014)
- Mohamed Al Maalej (2014 – 2015)
- Mohamed Al Dao (2015 – 2016)
- Selim Al Manga (2016)
- Amr Anwar (2016)
- Bayrem Mokhtari (intérim) (2016)
- Lotfi Kadri (2016)
- Bayrem Mokhtari (2016 – 2017)
- Mladen Frančić (2017 – 2017)
- Kais Zouaghi (2017)
- Mahdi Maiz (intérim) (2017)
- Zouhair Louati (2017 – 2018)
- Mohamed Kouki (2018 – 2019)
- Noureddine Zekri (2019 – 2021)
- Krešimir Režić (2021 – 2023)
- Cosmin Contra (depuis 2023)[3]

### Effectif actuel
| N° | Nat.                         | Poste | Nom du joueur                             |
| -- | ---------------------------- | ----- | ----------------------------------------- |
| 1  | Drapeau de l'Arabie saoudite | G     | Bander Al-Shahrani                        |
| 2  | Drapeau de l'Arabie saoudite | D     | Abdulrahman Al-Obaid                      |
| 3  | Drapeau de l'Algérie         | D     | Abdelkader Bedrane                        |
| 4  | Drapeau de l'Arabie saoudite | D     | Noor Al-Rashidi                           |
| 6  | Drapeau des Pays-Bas         | M     | Adam Maher                                |
| 7  | Drapeau de l'Arabie saoudite | M     | Abdullah Al-Qahtani                       |
| 8  | Drapeau de l'Égypte          | M     | Tarek Hamed                               |
| 9  | Drapeau de la Gambie         | A     | Assan Ceesay                              |
| 10 | Drapeau du Cameroun          | M     | Georges-Kévin Nkoudou                     |
| 11 | Drapeau de l'Arabie saoudite | M     | Abdulaziz Al-Bishi (prêté par Al-Ittihad) |
| 12 | Drapeau de l'Arabie saoudite | M     | Abdulaziz Makin                           |
| 14 | Drapeau de l'Arabie saoudite | M     | Abdulaziz Al-Shahrani                     |
| 15 | Drapeau de l'Algérie         | D     | Farouk Chafaï                             |
| 16 | Drapeau de l'Arabie saoudite | M     | Bader Munshi                              |

| No. | Nat.                         | Position | Nom du joueur      |
| --- | ---------------------------- | -------- | ------------------ |
| 17  | Drapeau de la Croatie        | M        | Domagoj Antolić    |
| 18  | Drapeau de l'Arabie saoudite | A        | Ahmed Harisi       |
| 19  | Drapeau de l'Arabie saoudite | D        | Abdullah Hawsawi   |
| 20  | Drapeau de l'Arabie saoudite | D        | Dhari Al-Anazi     |
| 21  | Drapeau de l'Arabie saoudite | D        | Sanousi Hawsawi    |
| 22  | Drapeau de l'Arabie saoudite | G        | Abdulbasit Hawsawi |
| 23  | Drapeau de l'Arabie saoudite | M        | Abdulaziz Majrashi |
| 30  | Drapeau de l'Algérie         | G        | Moustapha Zeghba   |
| 31  | Drapeau de la Roumanie       | M        | Nicolae Stanciu    |
| 40  | Drapeau de l'Arabie saoudite | D        | Hassan Al-Shamrani |
| 41  | Drapeau de l'Arabie saoudite | D        | Sultan Faqihi      |
| 49  | Drapeau de l'Arabie saoudite | M        | Ahmed Al-Zain      |
| 51  | Drapeau de l'Arabie saoudite | A        | Ramzi Solan        |
| 99  | Drapeau de l'Arabie saoudite | A        | Fahad Al-Johani    |